# 圣训人们
圣训人们（波斯語：اهل حدیث）是19世纪中叶在北印度兴起的逊尼派萨拉菲改革运动。该运动支持赛义德·艾哈迈德·巴勒尔维，赛义德·纳兹尔·侯赛因和西迪克·哈山·汗的學說，与早期的圣训派持有相同的观点，他们拒绝塔克利德（英語：Taqlid）并支持伊智提哈德（英語：Ijtihad）。